# Amage scutata
Amage scutata är en ringmaskart som beskrevs av Moore 1923. Amage scutata ingår i släktet Amage och familjen Ampharetidae. Inga underarter finns listade i Catalogue of Life.